# جزیره ملک فهد
جزیره ملک فهد (به عربی: جزیرة الملک فهد) یک منطقهٔ مسکونی در بحرین است که در خلیج بحرین واقع شده‌است. جزیره ملک فهد ۱۰ نفر جمعیت دارد و ۳ متر بالاتر از سطح دریا واقع شده‌است.